# Il cantante mascherato (quarta edizione)
La quarta edizione del talent show Il cantante mascherato è andata in onda in diretta di sabato dal 18 marzo al 22 aprile 2023 per sei puntate in prima serata su Rai 1 con la conduzione di Milly Carlucci, presso l'Auditorium Rai del Foro Italico di Roma.
In questa edizione la giuria viene nuovamente rinnovata: il numero dei giudici torna nuovamente a cinque e Serena Bortone e Christian De Sica subentrano al posto di Arisa e Caterina Balivo; torna inoltre, questa volta come giudice fisso, Iva Zanicchi. Rimane invariato l'utilizzo delle votazioni online tramite i social network ufficiali del programma (Instagram, Twitter e Facebook) e del pool investigativo presente guidato da Sara Di Vaira con la partecipazione di Rossella Erra, che ha il compito di provare a indovinare chi si cela dietro le maschere, composto dal pubblico in studio in qualità di "investigatori". Tale giuria popolare ha anche la possibilità di salvare uno o più concorrenti dallo spareggio finale, in aggiunta ai concorrenti salvati dalla giuria e a quelli salvati dalle votazioni social.
Una novità rispetto alle precedenti edizioni è l’introduzione del “mascherato per una notte”, ovvero un ospite segreto che si esibirà nascosto all’interno di una maschera (sempre la stessa) a forma di cuore con una corona. Entro la puntata si dovrà scoprire l’identità del mascherato per una notte e sarà Milly Carlucci a fornire cinque indizi, cinque nomi di personaggi che potrebbero celarsi sotto alla maschera del Cuore.
Per la prima volta nella storia del programma, i finalisti sono cinque.

## Regolamento
Nella prima puntata, le dodici maschere si esibiscono singolarmente eseguendo i brani a loro assegnati. Alla fine delle esibizioni, i giudici sono portati a scegliere ognuno una maschera da salvare che va direttamente alla puntata successiva, stessa cosa accade per i social e per il pool investigativo che hanno salvato rispettivamente due e tre maschere. Alla fine del momento salvataggio, le due maschere rimanenti vanno allo spareggio, dove la maschera meno votata tramite la votazione social, viene eliminata, mentre l'altra si salva. 
Il regolamento della seconda puntata rimane invariato rispetto alla prima. Serena Bortone, Christian De Sica e Flavio Insinna, avendo indovinato almeno un componente del Cigno, ricevono la Maschera d'oro che il giudice può usare solo una volta a puntata, nella quale il giurato può tentare di indovinare la vera identità di una delle maschere, procedendo, in caso affermativo, al suo smascheramento immediato o mandandolo direttamente alla puntata successiva in caso contrario.
Nella terza puntata, Iva Zanicchi e Francesco Facchinetti, per non aver indovinato nessuna identità, ricevono la Maschera d'oro.
Nella quarta puntata, per non aver indovinato l'identità di Ippopotamo, Christian De Sica e il Pool Investigativo, ricevono la Maschera d'oro. La prima parte della puntata rimane invariata, quindi alla fine delle otto esibizioni, i giudici vengono chiamati a votare, tramite votazione a maggioranza, la maschera da salvare; questo compito spetta anche al pool investigativo e ai social. Nella seconda parte, le tre maschere rimaste si sfidano alla prima parte dello spareggio, ove dovranno cantare per cinquanta secondi di cui trenta senza la base e quindi con la voce pulita. La seconda parte dello spareggio si terrà all'inizio della semifinale.
Nella semifinale, dopo lo spareggio rimasto in sospeso nella puntata precedente, i rimanenti concorrenti si sfidano a coppie, duettando entrambi con un ospite. Al termine di ogni sfida, la giuria deve votare la maschera che preferivano, inoltre i voti della giuria sono stati combinati con quelli dei social definendo così la maschera finalista e quella che va allo spareggio finale. Le tre maschere a rischio eliminate, si sono esibite eseguendo un brano a testa di cui sette secondi erano a voce pulita, cioè senza base musicale sotto; concluse l'esibizione un concorrente è stato salvato dal televoto social, mentre i due concorrenti rimanenti si sfidano all'inizio della puntata successiva dove quello sconfitto viene smascherato, mentre l'altro entra definitivamente in finale.
Nella finale, dopo lo spareggio rimasto in sospeso nella puntata precedente, le rimanenti cinque maschere si esibiscono una dopo l'altra. Alla conclusione delle cinque performance, viene chiesto sia ai giudici che al pool investigativo, di votare la maschera che vogliono portare al round successivo; al termine delle votazioni, gli stessi voti vengono combinati col voto del pubblico da casa, decretando così il quinto classificato. Nel secondo round, le quattro maschere si sfidano in dei duelli: Criceto vs Cavaliere Veneziano; Ciuchino vs Riccio, esibendosi col proprio cavallo di battaglia. Come prima, al termine della manche, solo la giuria ha votato tra le due maschere, e successivamente alla combinazione dei voti, la maschera meno votata è stata immediatamente eliminata, guadagnandosi così il terzo posto. I due concorrenti rimasti, si sfidano per l'ultima volta al duello finale, portando un altro cavallo di battaglia. Alla fine viene decretato il vincitore, in seguito al televoto social.

## Cast

### Concorrenti
I concorrenti hanno complessivamente partecipato a 19 edizioni del Festival di Sanremo, preso parte a 354 film, 128 fiction, 276 programmi televisivi e 71 spettacoli teatrali, scritto 26 libri, inciso 74 dischi e vinto 6 David di Donatello e 2 Nastri d'argento.
| VIP                 | Maschera            | Attività               | Posizione            |
| ------------------- | ------------------- | ---------------------- | -------------------- |
| Samuel Peron        | Cavaliere Veneziano | Ballerino              | Vincitore            |
| Nino Frassica       | Ciuchino            | Attore e comico        | Secondo classificato |
| Massimo Lopez       | Riccio              | Attore e doppiatore    | Terzo classificato   |
| Nathalie Guetta     | Criceto             | Attrice                | Terza classificata   |
| Simona Ventura      | Stella              | Conduttrice televisiva | Quarta classificata  |
| Tullio Solenghi     | Squalo              | Attore                 | Eliminato            |
| Valeria Marini      | Scoiattolo Nero     | Showgirl               | Eliminata            |
| Signora Coriandoli  | Porcellino          | Attore e comico        | Eliminato            |
| Mal                 | Ippopotamo          | Cantante               | Eliminato            |
| Simona Izzo         | Colombi             | Attori e registi       | Eliminati            |
| Ricky Tognazzi      | Colombi             | Attori e registi       | Eliminati            |
| Valeria Fabrizi     | Rosa                | Attrice                | Eliminata            |
| Antonio Mezzancella | Cigno               | Imitatore              | Eliminati            |
| Sandra Milo         | Cigno               | Attrice                | Eliminati            |

### Giuria
- Serena Bortone (Maschera d’Oro nella 2ª puntata)
- Christian De Sica (Maschera d’Oro nella 2ª e 4ª puntata)
- Francesco Facchinetti (Maschera d’Oro nella 3ª puntata)
- Flavio Insinna (Maschera d’Oro nella 2ª puntata)
- Iva Zanicchi (Maschera d’Oro nella 3ª puntata)

### Pool investigativo
Pubblico in studio guidato da:
- Sara Di Vaira (Maschera d’Oro nella 4ª puntata)
- Rossella Erra (Maschera d’Oro nella 4ª puntata)

## Tabella dello svolgimento del programma
Legenda
     Il cantante mascherato è stato salvato tramite le votazioni social e passa alla puntata successiva.
     Il cantante mascherato è stato salvato dai giudici e passa alla puntata successiva.
     Il cantante mascherato è stato salvato dalla squadra investigativa e passa alla puntata successiva.
     Il cantante mascherato è andato a rischio eliminazione ed è stato salvato dai social.
     Il cantante mascherato è a rischio eliminazione e si sfiderà con l'avversario allo spareggio nella puntata successiva.
     Il cantante mascherato passa direttamente alla puntata successiva poiché il giudice con la maschera d'oro non è riuscito ad indovinare la sua vera identità.
     Il cantante mascherato è stato eliminato dal giudice con la maschera d'oro, poiché ha indovinato la sua identità.
     Il cantante mascherato è stato eliminato dal voto social e smascherato subito dopo l'eliminazione.
     Il cantante mascherato è in finale.
     Il cantante mascherato è il vincitore del programma e si aggiudica il trofeo della maschera d'oro.
| Maschera            | Concorrente         | Attività               | Puntate   | Puntate   | Puntate   | Puntate    | Puntate    | Puntate   | Puntate              |
| Maschera            | Concorrente         | Attività               | 1         | 2         | 3         | 4          | Semifinale | Finale    | Finale               |
| ------------------- | ------------------- | ---------------------- | --------- | --------- | --------- | ---------- | ---------- | --------- | -------------------- |
| Cavaliere Veneziano | Samuel Peron        | Ballerino              | Salvo     | Salvo     | Salvo     | Salvo      | Salvo      | Finalista | Vincitore            |
| Ciuchino            | Nino Frassica       | Attore e comico        | Salvo     | Salvo     | Salvo     | Salvo      | Salvo      | Finalista | Secondo classificato |
| Riccio              | Massimo Lopez       | Attore                 | Salvo     | Salvo     | Salvo     | Salvo      | Salvo      | Finalista | Terzo classificato   |
| Criceto             | Nathalie Guetta     | Attrice                | Salvo     | Salvo     | Salvo     | Salvo      | Salvo      | Finalista | Terza classificata   |
| Stella              | Simona Ventura      | Conduttrice televisiva | Salva     | Salva     | Salva     | In sospeso | In sospeso | Finalista | Quarta classificata  |
| Squalo              | Tullio Solenghi     | Attore                 | Salvo     | Salvo     | Salvo     | Salvo      | In sospeso | Eliminato |                      |
| Scoiattolo Nero     | Valeria Marini      | Showgirl               | Salvo     | Salvo     | Salvo     | In sospeso | Eliminata  |           |                      |
| Porcellino          | Signora Coriandoli  | Attore e Comico        | Salvo     | Salvo     | Salvo     | Eliminato  |            |           |                      |
| Ippopotamo          | Mal                 | Cantante               | Salvo     | Salvo     | Eliminato |            |            |           |                      |
| Colombi             | Simona Izzo         | Attori e registi       | Salvi     | Eliminati |           |            |            |           |                      |
| Colombi             | Ricky Tognazzi      | Attori e registi       | Salvi     | Eliminati |           |            |            |           |                      |
| Rosa                | Valeria Fabrizi     | Attrice                | Salva     | Eliminata |           |            |            |           |                      |
| Cigno               | Antonio Mezzancella | Imitatore              | Eliminati |           |           |            |            |           |                      |
| Cigno               | Sandra Milo         | Attrice                | Eliminati |           |           |            |            |           |                      |

## Dettaglio delle puntate

### Prima puntata
- Data: 18 marzo 2023
- Mascherato per una notte: Stefania e Amanda Sandrelli

| Ordine di esibizione | Maschera            | Canzone                                     | Responso  | Responso  |
| -------------------- | ------------------- | ------------------------------------------- | --------- | --------- |
| 1                    | Riccio              | Erba di casa mia (Massimo Ranieri)          | Salvo     | Salvo     |
| 2                    | Criceto             | Tu vuò fa l'americano (Renato Carosone)     | Salvo     | Salvo     |
| 3                    | Colombi             | Fatti mandare dalla mamma (Gianni Morandi)  | Salvi     | Salvi     |
| 4                    | Scoiattolo Nero     | Chimica (Ditonellapiaga, Donatella Rettore) | Salvo     | Salvo     |
| 5                    | Porcellino          | Medley (Enzo Jannacci)                      | Salvo     | Salvo     |
| 6                    | Ippopotamo          | Beggin (Måneskin)                           | Salvo     | Salvo     |
| 7                    | Ciuchino            | Personalità (Caterina Valente)              | Salvo     | Salvo     |
| 8                    | Stella              | Supereroi (Mr. Rain)                        | Salva     | Salva     |
| 9                    | Squalo              | Vita spericolata (Vasco Rossi)              | Salvo     | Salvo     |
| 10                   | Rosa                | Via con me (Paolo Conte)                    | A rischio | A rischio |
| 11                   | Cavaliere Veneziano | Mentre tutto scorre (Negramaro)             | Salvo     | Salvo     |
| 12                   | Cigno               | Medley (Patty Pravo e Ornella Vanoni)       | A rischio | A rischio |

Spareggio
| Spareggio | Spareggio | Responso  | Identità            |
| --------- | --------- | --------- | ------------------- |
| 1         | Rosa      | Salva     | N.D.                |
| 2         | Cigno     | Eliminato | Antonio Mezzancella |
| 2         | Cigno     | Eliminato | Sandra Milo         |

### Seconda puntata
- Data: 25 marzo 2023
- Ospiti: Pietro Pulcini
- Mascherato per una notte: Al Bano e Jasmine Carrisi

| Ordine di esibizione | Maschera            | Canzone                                | Responso  | Identità        |
| -------------------- | ------------------- | -------------------------------------- | --------- | --------------- |
| 1                    | Colombi             | Triangolo (Renato Zero)                | A rischio | N.D.            |
| 2                    | Scoiattolo Nero     | E la luna bussò (Loredana Bertè)       | Salvo     | N.D.            |
| 3                    | Criceto             | Dove sta Zazà? (Gabriella Ferri)       | Salvo     | N.D.            |
| 4                    | Riccio              | La voce del silenzio (Massimo Ranieri) | Salvo     | N.D.            |
| 5                    | Porcellino          | Medley (Giorgio Gaber)                 | Salvo     | N.D.            |
| 6                    | Ciuchino            | Nuntereggae più (Rino Gaetano)         | Salvo     | N.D.            |
| 7                    | Squalo              | Certe notti (Luciano Ligabue)          | Salvo     | N.D.            |
| 8                    | Cavaliere Veneziano | Noi due nel mondo e nell'anima (Pooh)  | Salvo     | N.D.            |
| 9                    | Stella              | Made in Italy (Rosa Chemical)          | A rischio | N.D.            |
| 10                   | Rosa                | Ritornerai (Bruno Lauzi)               | Eliminata | Valeria Fabrizi |
| 11                   | Ippopotamo          | Smells Like Teen Spirit (Nirvana)      | Salvo     | N.D.            |

Spareggio
| Spareggio | Spareggio | Responso  | Identità       |
| --------- | --------- | --------- | -------------- |
| 1         | Stella    | Salva     | N.D.           |
| 2         | Colombi   | Eliminati | Simona Izzo    |
| 2         | Colombi   | Eliminati | Ricky Tognazzi |

### Terza puntata
- Data: 1º aprile 2023
- Ospiti: Gabriel Garko
- Mascherato per una notte: Ricchi e Poveri

| Ordine di esibizione | Maschera            | Canzone                                    | Responso  |
| -------------------- | ------------------- | ------------------------------------------ | --------- |
| 1                    | Stella              | Ciao ciao (La Rappresentante di Lista)     | Salva     |
| 2                    | Squalo              | L'emozione non ha voce (Adriano Celentano) | Salvo     |
| 3                    | Criceto             | Chella llà (Renato Carosone)               | Salvo     |
| 4                    | Scoiattolo Nero     | Furore (Paola e Chiara)                    | Salvo     |
| 5                    | Porcellino          | Medley (Cochi e Renato)                    | A rischio |
| 6                    | Ciuchino            | Buonasera Signorina (Fred Buscaglione)     | Salvo     |
| 7                    | Cavaliere Veneziano | Diavolo in me (Zucchero)                   | Salvo     |
| 8                    | Riccio              | Tango (Tananai)                            | Salvo     |
| 9                    | Ippopotamo          | Medley (Elvis Presley)                     | A rischio |

Spareggio
| Spareggio | Spareggio  | Responso  | Identità |
| --------- | ---------- | --------- | -------- |
| 1         | Porcellino | Salvo     | N.D.     |
| 2         | Ippopotamo | Eliminato | Mal      |

### Quarta puntata
- Data: 8 aprile 2023
- Ospiti: Francesco Paolantoni
- Mascherato per una notte: Gigi D'Alessio

| Ordine di esibizione | Maschera            | Canzone                               | Responso  | Identità           |
| -------------------- | ------------------- | ------------------------------------- | --------- | ------------------ |
| 1                    | Cavaliere Veneziano | Per colpa di chi? (Zucchero)          | A rischio | N.D.               |
| 2                    | Stella              | Dove si balla (Dargen D'Amico)        | A rischio | N.D.               |
| 3                    | Criceto             | 'O sarracino (Renato Carosone)        | Salvo     | N.D.               |
| 4                    | Riccio              | Pensieri e parole (Lucio Battisti)    | Salvo     | N.D.               |
| 5                    | Porcellino          | Medley (Adriano Celentano)            | Eliminato | Signora Coriandoli |
| 6                    | Ciuchino            | Stasera mi butto (Rocky Roberts)      | Salvo     | N.D.               |
| 7                    | Scoiattolo Nero     | Mi vendo (Renato Zero)                | A rischio | N.D.               |
| 8                    | Squalo              | Una lunga storia d'amore (Gino Paoli) | Salvo     | N.D.               |

Spareggio
| Spareggio | Spareggio           | Canzone                                      | Responso   | Identità |
| --------- | ------------------- | -------------------------------------------- | ---------- | -------- |
| 1         | Stella              | Supereroi (Mr Rain)                          | In sospeso | N.D.     |
| 2         | Cavaliere Veneziano | Mentre tutto scorre (Negramaro)              | Salvo      | N.D.     |
| 3         | Scoiattolo Nero     | Chimica (Ditonellapiaga e Donatella Rettore) | In sospeso | N.D.     |

### Quinta puntata -Semifinale
- Data: 15 aprile 2023
- Mascherato per una notte: Lino Banfi e Rosanna Banfi

Spareggio
| Spareggio | Spareggio       | Canzone                                      | Responso  | Identità       |
| --------- | --------------- | -------------------------------------------- | --------- | -------------- |
| 1         | Stella          | Medley ( Heather Parisi e Lorella Cuccarini) | Salva     | N.D.           |
| 2         | Scoiattolo Nero | Medley (Raffaella Carrà)                     | Eliminato | Valeria Marini |

Semifinale
| Ordine di esibizione | Maschera            | Ospite duettante                       | Canzone                                        | Preferenza Giuria | Preferenza Giuria | Preferenza Giuria | Preferenza Giuria | Preferenza Giuria | Voti Giuria  | Responso     | Responso     |
| Ordine di esibizione | Maschera            | Ospite duettante                       | Canzone                                        | Bortone           | De Sica           | Zanicchi          | Insinna           | Facchinetti       | Voti Giuria  | Responso     | Responso     |
| Prima manche         | Prima manche        | Prima manche                           | Prima manche                                   | Prima manche      | Prima manche      | Prima manche      | Prima manche      | Prima manche      | Prima manche | Prima manche | Prima manche |
| -------------------- | ------------------- | -------------------------------------- | ---------------------------------------------- | ----------------- | ----------------- | ----------------- | ----------------- | ----------------- | ------------ | ------------ | ------------ |
| 1                    | Criceto             | Flavio Insinna e Francesco Facchinetti | 'O surdato 'nnamurato (Aniello Califano)       |                   |                   |                   |                   |                   | 3            | Salvo        | Salvo        |
| 2                    | Cavaliere Veneziano | Ivana Spagna                           | Easy Lady (Ivana Spagna)                       |                   |                   |                   |                   |                   | 2            | A rischio    | A rischio    |
| Seconda manche       |                     |                                        |                                                |                   |                   |                   |                   |                   |              |              |              |
| 3                    | Squalo              | I Cugini di Campagna                   | Anima mia (I Cugini di Campagna)               |                   |                   |                   |                   |                   | 2            | A rischio    | A rischio    |
| 4                    | Riccio              | Iva Zanicchi                           | Canzone (Don Backy, Adriano Celentano e Milva) |                   |                   |                   |                   |                   | 3            | Salvo        | Salvo        |
| Terza manche         |                     |                                        |                                                |                   |                   |                   |                   |                   |              |              |              |
| 5                    | Ciuchino            | Mietta                                 | Vattene amore (Amedeo Minghi e Mietta)         |                   |                   |                   |                   |                   | 2            | Salvo        | Salvo        |
| 6                    | Stella              | Anna Tatangelo                         | Essere una donna (Anna Tatangelo)              |                   |                   |                   |                   |                   | 3            | A rischio    | A rischio    |

Spareggio
| Spareggio | Spareggio           | Canzone                        | Responso   | Identità |
| --------- | ------------------- | ------------------------------ | ---------- | -------- |
| 1         | Cavaliere Veneziano | Penso positivo (Jovanotti)     | Salvo      | N.D.     |
| 2         | Squalo              | Dieci ragazze (Lucio Battisti) | In sospeso | N.D.     |
| 3         | Stella              | Bagno a mezzanotte (Elodie)    | In sospeso | N.D.     |

### Sesta puntata -Finale
- Data: 22 aprile 2023
- Ospiti: Bobby Solo
- Mascherato per una notte: Patty Pravo

Spareggio
| Spareggio | Spareggio | Canzone                | Responso  | Identità        |
| --------- | --------- | ---------------------- | --------- | --------------- |
| 1         | Squalo    | Medley (Bobby Solo)    | Eliminato | Tullio Solenghi |
| 2         | Stella    | Medley (Elvis Presley) | Salva     | N.D.            |

Primo round
| Ordine di esibizione | Maschera            | Canzone                                     | Preferenza Giuria | Preferenza Giuria | Preferenza Giuria | Preferenza Giuria | Preferenza Giuria | Preferenza Giuria | Preferenza Giuria | Voti Giuria | Responso            | Identità       |
| Ordine di esibizione | Maschera            | Canzone                                     | Bortone           | De Sica           | Zanicchi          | Insinna           | Facchinetti       | Di Vaira          | Erra              | Voti Giuria | Responso            | Identità       |
| -------------------- | ------------------- | ------------------------------------------- | ----------------- | ----------------- | ----------------- | ----------------- | ----------------- | ----------------- | ----------------- | ----------- | ------------------- | -------------- |
| 1                    | Criceto             | Caravan petrol (Renato Carosone)            |                   |                   |                   |                   |                   |                   |                   | 0           | Salvo               | N.D.           |
| 2                    | Ciuchino            | Nessuno mi può giudicare (Caterina Caselli) |                   |                   |                   |                   |                   |                   |                   | 2           | Salvo               | N.D.           |
| 3                    | Riccio              | Mi sei scoppiato dentro il cuore (Mina)     |                   |                   |                   |                   |                   |                   |                   | 1           | Salvo               | N.D.           |
| 4                    | Cavaliere Veneziano | Balliamo sul mondo (Luciano Ligabue)        |                   |                   |                   |                   |                   |                   |                   | 3           | Salvo               | N.D.           |
| 5                    | Stella              | Kobra (Donatella Rettore)                   |                   |                   |                   |                   |                   |                   |                   | 1           | Quarta classificata | Simona Ventura |

Secondo round
| Ordine di esibizione | Maschera            | Canzone                                | Preferenza Giuria | Preferenza Giuria | Preferenza Giuria | Preferenza Giuria | Preferenza Giuria | Voti Giuria  | Responso           | Identità        |
| Ordine di esibizione | Maschera            | Canzone                                | Bortone           | De Sica           | Zanicchi          | Insinna           | Facchinetti       | Voti Giuria  | Responso           | Identità        |
| Prima manche         | Prima manche        | Prima manche                           | Prima manche      | Prima manche      | Prima manche      | Prima manche      | Prima manche      | Prima manche | Prima manche       | Prima manche    |
| -------------------- | ------------------- | -------------------------------------- | ----------------- | ----------------- | ----------------- | ----------------- | ----------------- | ------------ | ------------------ | --------------- |
| 1                    | Criceto             | Dove sta Zazà? (Gabriella Ferri)       |                   |                   |                   |                   |                   | 2            | Terzo classificato | Nathalie Guetta |
| 2                    | Cavaliere Veneziano | Mentre tutto scorre (Negramaro)        |                   |                   |                   |                   |                   | 3            | Salvo              | N.D.            |
| Seconda manche       |                     |                                        |                   |                   |                   |                   |                   |              |                    |                 |
| 3                    | Ciuchino            | Nuntereggae più (Rino Gaetano)         |                   |                   |                   |                   |                   | 3            | Salvo              | N.D.            |
| 4                    | Riccio              | La voce del silenzio (Massimo Ranieri) |                   |                   |                   |                   |                   | 2            | Terzo classificato | Massimo Lopez   |
| Duello finale        |                     |                                        |                   |                   |                   |                   |                   |              |                    |                 |
| 1                    | Cavaliere Veneziano | Per colpa di chi? (Zucchero)           | -                 | -                 | -                 | -                 | -                 | -            | Vincitore          | Samuel Peron    |
| 2                    | Ciuchino            | Stasera mi butto (Rocky Roberts)       | -                 | -                 | -                 | -                 | -                 | -            | Secondo            | Nino Frassica   |

## Mascherato per una notte
| Maschera | Puntata | VIP                                   | Attività | Indizio                       | Indizio |
| Maschera | Puntata | VIP                                   | Attività | Tipo                          | Fonte   |
| -------- | ------- | ------------------------------------- | -------- | ----------------------------- | ------- |
| Cuore    | 1       | Stefania Sandrelli e Amanda Sandrelli | Attrici  | Coppia di genitore e figlio/a | [ 5 ]   |
| Cuore    | 2       | Al Bano e Jasmine Carrisi             | Cantanti | Coppia di genitore e figlio/a | [ 6 ]   |
| Cuore    | 3       | Ricchi e Poveri                       | Cantanti | Duo musicale                  | [ 7 ]   |
| Cuore    | 4       | Gigi D'Alessio                        | Cantante | Cantante                      | [ 8 ]   |
| Cuore    | 5       | Lino Banfi e Rosanna Banfi            | Attori   | Coppia di genitore e figlio/a | [ 9 ]   |
| Cuore    | 6       | Patty Pravo                           | Cantante | Cantante                      | [ 10 ]  |

## Ascolti
| Puntata    | Messa in onda  | Anteprima      | Anteprima | Puntata        | Puntata | Fonte  |
| Puntata    | Messa in onda  | Telespettatori | Share     | Telespettatori | Share   | Fonte  |
| ---------- | -------------- | -------------- | --------- | -------------- | ------- | ------ |
| 1          | 18 marzo 2023  | 3 178 000      | 17,7%     | 2 281 000      | 17,9%   | [ 12 ] |
| 2          | 25 marzo 2023  | 2 986 000      | 16,1%     | 2 068 000      | 17,2%   | [ 13 ] |
| 3          | 1º aprile 2023 | 2 685 000      | 14,4%     | 2 025 000      | 16,8%   | [ 14 ] |
| 4          | 8 aprile 2023  | 2 399 000      | 13,6%     | 1 804 000      | 15,5%   | [ 15 ] |
| Semifinale | 15 aprile 2023 | 2 676 000      | 14,2%     | 1 809 000      | 14,8%   | [ 16 ] |
| Finale     | 22 aprile 2023 | 2 838 000      | 15,9%     | 2 223 000      | 20,4%   | [ 17 ] |
| Media      | Media          | 2 794 000      | 15,3%     | 2 035 000      | 17,1%   |        |